# Fernão Vaz da Costa
Fernão Vaz da Costa (1520 - 1567 ou 1568) foi um militar português que comandou a nau que trouxe Tomé de Sousa para o Brasil. Na colônia, casou-se com Clemência Doria, dando origem assim à família Costa Doria. 

## Biografia
Nasceu em 1520, filho de Cristóvão Costa, grande autoridade portuguesa da época.
Era militar. Chegou ao Brasil em 1549, comandando uma das naus que trouxe Tomé de Sousa, o primeiro governador-geral da colônia.
Casou-se com Clemência Doria em 1555, dando origem a família Costa Doria.
Em 1561, virou contador-geral.
Provavelmente morreu em 1567 ou 1568, em conflito com os índios do Recôncavo Baiano.